# Nycticebus
Nycticebus E. Géoffory, 1812 è un genere di primati strepsirrini della famiglia dei Lorisidi. Il genere comprende otto specie conosciute con il nome di lori lento.

## Distribuzione e habitat
Li si trova nel Sud-est Asiatico, dalla Cina meridionale (Yunnan) alle Filippine meridionali.

## Descrizione

### Dimensioni
A seconda della specie, le dimensioni variano fra i 20 ed i 40 cm, per un peso che raggiunge i 2 kg.

### Aspetto
Il pelo è corto e folto, principalmente di colore bruno-grigiastro: le parti ventrali sono di colore più chiaro.
La coda è praticamente inesistente: le braccia sono tozze, con un pollice opponibile ed un indice ridotto ad un moncherino, ed ogni dito possiede un'unghia ben sviluppata.
Gli occhi sono grandi e posti frontalmente, incorniciati da una mascherina scura: le orecchie sono piccole, nude e seminascoste nel pelo.

## Biologia
Si tratta di animali notturni ed arboricoli, dai movimenti lenti e cauti. Sono prevalentemente solitari, ma li si trova anche in piccoli nuclei familiari. Ogni esemplare possiede un proprio territorio, che provvede a marcare con l'urina.
Caso raro fra i mammiferi, questi animali producono una tossina da ghiandole poste nell'incavo dei gomiti; passando le mani sulle ghiandole e masticando le secrezioni ghiandolari oppure cospargendone i propri cuccioli, questi animali dispongono di un'efficace protezione chimica.

### Alimentazione
Si tratta di insettivori che all'occasione non disdegnano integrare la propria dieta con piccoli vertebrati e (seppur raramente) con frutta matura. Per catturare la preda, vi si avvicinano lentamente, per poi compiere uno scatto improvviso quando sono a poca distanza da essa.

## Tassonomia
Al genere sono ascritte le seguenti specie:
- Nycticebus bancanus (Lyon, 1906) - lori lento di Bangka
- Nycticebus bengalensis Lacépède, 1800 - lori lento del Bengala
- Nycticebus borneaus (Lyon, 1906) - lori lento del Borneo
- Nycticebus coucang Boddaert, 1785 - lori lento della Sonda
- Nycticebus javanicus É. Geoffroy, 1812 - lori lento di Giava
- Nycticebus kayan Munds, Nekaris & Ford, 2012 - lori lento del Borneo
- Nycticebus menagensis (Lydekker, 1893) - lori lento delle Filippine
- Nycticebus pygmaeus Bonhote, 1907 - lori lento pigmeo